# Josef Römer
Pour les articles homonymes, voir Römer.
Josef « Beppo » Römer (5 mars 1892 à Munich - 25 septembre 1944 à Brandebourg-sur-la-Havel) était un juriste allemand, commandant d'un corps franc et un résistant au Troisième Reich, membre du Parti communiste d'Allemagne.
Opposé à Adolf Hitler dès 1934, son opposition l'amena à se faire emprisonner au camp de concentration de Dachau. Libéré en 1939, il créa un réseau anti-nazi qui sera infiltré par la Gestapo. Il sera arrêté en 1942 et exécuté deux ans plus tard, à la Prison de Brandebourg.